# Цігра-Кнобельсдорф
Цігра-Кнобельсдорф (нім. Ziegra-Knobelsdorf) — колишня громада у Німеччині, у землі Саксонія. Входила до складу району Середня Саксонія.
Розформована 1 січня 2013 року. Населені пункти, які входили до складу громади, були приєднані до міст Дебельн та Вальдгайм.
Населення складало 2 173 особи (на 31 грудня 2010). Площа була 30,89 км². Офіційним кодом був 14 3 75 190. 

## Адміністративний поділ
Громада підрозділяється на 16 сільських округів. 